# Argelouse
Argelouse – miejscowość i gmina we Francji, w regionie Nowa Akwitania, w departamencie Landy.
Według danych na rok 1990 gminę zamieszkiwały 54 osoby, a gęstość zaludnienia wynosiła 2 osób/km² (wśród 2290 gmin Akwitanii Argelouse plasuje się na 1118. miejscu pod względem liczby ludności, natomiast pod względem powierzchni na miejscu 326.).